# Cretoglaphyrus zherikhini
Cretoglaphyrus zherikhini är en skalbaggsart som beskrevs av Nikolajev 2005. Cretoglaphyrus zherikhini ingår i släktet Cretoglaphyrus och familjen Glaphyridae. Inga underarter finns listade i Catalogue of Life.